# Ekachai Uekrongtham
Ekachai Uekrongtham (en thaï เอกชัย เอื้อครองธรรม ; en chinois 吕翼谋) est un metteur en scène de théâtre et un réalisateur de cinéma thaïlandais.

## Biographie
Vivant à Singapour, Ekachai est le directeur artistique fondateur de l'Action Theatre, une compagnie professionnelle de théâtre singapourienne.
Parmi ses productions théâtrales, on remarque Chang & Eng (basée sur la vie de Chang et Eng Bunker, les fameux frères siamois) (1997),.
Il a débuté au cinéma avec Fighting Beauty (plus connu avec son titre international Beautiful Boxer), un drame sur un boxeur de Muay Thai, devenu transgenre. Son deuxième film est Pleasure Factory, sur des travailleurs sexuels et leurs clients à Singapour (sélection officielle à Cannes en 2007). Depuis, il a tourné The Coffin (2008) (avec Ananda Everingham), Da xi shi (2009) (titre en anglais The Wedding Game ou The Wedding of the Year) et Skin Trade (2015), un film d'action (avec Dolph Lundgren et Tony Jaa).
Il fait aussi des séries TV : Halfworlds et The Stranded.

## Filmographie

### Films
- 1991 : The Nose (court métrage)
- 2004 : Fighting Beauty (ou Beautiful Boxer) (บิวตี้ฟูล บ๊อกเซอร์)
- 2007 : Pleasure Factory[11]
- 2008 : The Coffin
- 2009 : The Wedding Game (The Wedding of the Year / Da xi shi)
- 2015 : Skin Trade

### Séries TV
- 2015 : Halfworlds - les 8 épisodes de la saison 2
- 2018 : Bangkok Love Stories: Innocence
- 2019 : The Stranded - 7 épisodes

## Pièces de théâtre

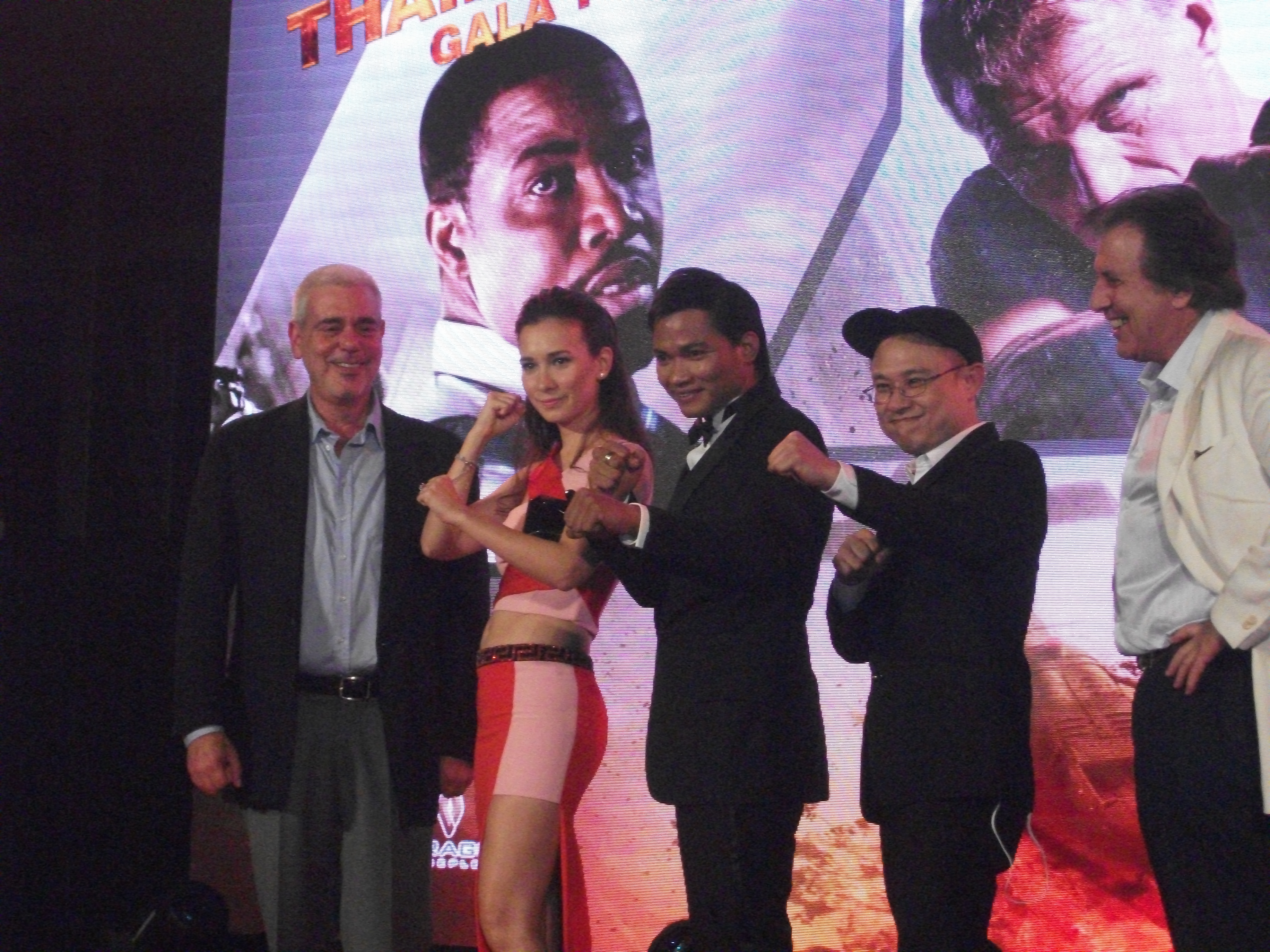
Céline Jape, Tony Jaa et Ekachai Uekrongtham à une conférence de presse de Skin Trade en 2015

- 2000 :  Chang & Eng
- Céline Jape, Tony Jaa et Ekachai Uekrongtham à une conférence de presse de Skin Trade en 20152011 : Boxing Boys[12]